# إلتون براند
إلتون براند (بالإنجليزية: Elton Brand) مواليد 11 مارس 1979، هو لاعب كرة سلة أمريكي يلعب مع فريق أتلانتا هوكس في الرابطة الوطنية لكرة السلة ويحمل الرقم 7. يبلغ طوله 6 قدم 9 بوصة (2.1 م).

## فرق لعب لها
- شيكاغو بولز
- لوس أنجلوس كليبرز
- فيلادلفيا سفنتي سيكسرز
- دالاس مافيريكس
- أتلانتا هوكس

## الميداليات
| الميدالية | المسابقة                             |
| --------- | ------------------------------------ |
| برونزية   | بطولة كأس العالم لكرة السلة 2006     |
| ذهبية     | بطولة أمم الأمريكتين لكرة السلة 1999 |
| ذهبية     | بطولة أمم الأمريكتين لكرة السلة 2003 |

## روابط خارجية
- إلتون براند على موقع IMDb (الإنجليزية)
- إلتون براند على موقع ألو سيني (الفرنسية)
- إلتون براند على موقع أول موفي (الإنجليزية)
- إلتون براند على موقع قاعدة بيانات الفيلم (الإنجليزية)
- إلتون براند على موقع كينوبويسك (الروسية)
- إلتون براند على موقع الاتحاد الدولي لكرة السلة (الإنجليزية)
- إلتون براند على موقع إن بي أي (الإنجليزية)
- إلتون براند على موقع سبورتس رفرنس (الإنجليزية)
- إلتون براند على موقع كرة السلة الأوروبية.كوم (الإنجليزية)
- إلتون براند على موقع إي إس بي إن.كوم (الإنجليزية)
- إلتون براند على موقع كلية كرة السلة في سبورتس رفرنس.كوم (الإنجليزية)
- إلتون براند على موقع ريلجم (الإنجليزية)
- إلتون براند على موقع بروبوليرز (الإنجليزية)